# الکامل فی التاریخ
الکامل فی التاریخ کتابی تاریخی دربارهٔ سرگذشت آدمی و رویدادهای تاریخی سده ۷ق، نوشته عزالدین بن اثیر است. این کتاب، مشهورترین کتاب ابن اثیر و جامع‌ترین تاریخ عمومی است که بیشتر آن دربارهٔ تاریخ اسلام است.
ابن اثیر نوشتهٔ خود را به بدرالدین لؤلؤ فرمانروای موصل پیشکش کرده است. الکامل یکی از مهم‌ترین منابع برای پژوهش در تاریخ مغول است. همچنین ابن اثیر به‌طور کامل از سلسلهٔ قراختاییان یاد می‌کند، که در منابع دیگر کمتر از آن یاد شده است. الکامل دربارهٔ تاریخ ایران در دوران ساسانی و نیز سده‌های نخستین اسلامی، مطالب و اطلاعات مفیدی را ارائه می‌دهد.
این کتاب تاریخ آفرینش را از آغاز آن تا سال ۶۲۸ قمری (۱۲۳۱ میلادی) دربردارد (تا دو سال قبل از مرگ نویسنده). هرچند تا سال ۳۰۲ قمری (۵۰۲ میلادی) این اثر بیشتر وامدار تاریخ طبری و از آن پس دیگر تاریخ‌نگاران ایران و اسلام است، اما در بخش تاریخ حملهٔ مغولان، تاریخ کامل از نخستین گزارش‌ها و منابع محسوب می‌شود.

## شیوهٔ تاریخ‌نگاری
ابن اثیر در تاریخ خود به ذکر روایات مختلف یک واقعهٔ تاریخی نمی‌پردازد، بلکه به ذکر کاملترین روایات یا آنی که فکر می‌کرده درست‌تر بوده به همراه آنچه از منابع دیگر یافته بسنده کرده است و اگر در جایی مجبور به ذکر روایتی بوده که در صحت آن تردید داشته، نظر خود را دربارهٔ آن بیان می‌کند یا متذکر می‌شود که اخبار مختلفی دربارهٔ آن در دسترس است.

## نسخه‌ها
نخستین چاپ علمی-انتقادی از الکامل، میان سال‌های ۱۸۷۶–۱۸۵۱ میلادی در ۱۲ جلد با ۲ جلد فهرست بدست کارلوس یوهانس تورنبرگ (خاورشناس شهیر سوئدی) در لیدن منتشر شد.
این کتاب را ابوالقاسم حالت و عباس خلیلی به فارسی ترجمه کرده‌اند و ترجمهٔ ناتمام دیگری نیز از دکتر سید محمد حسین روحانی عرضه شده.